# Script of the Bridge
Albums de The Chameleons
What Does Anything Mean? Basically
(1985)
Singles
1. Up the Down Escalator
Sortie : 1er janvier 1983
2. Don't Fall
Sortie : 1er janvier 1983
3. As High as You Can Go
Sortie : 1er février 1983
4. A Person Isn't Safe Anywhere These Days
Sortie : 1er juin 1983

Script of the Bridge est le premier album du groupe anglais The Chameleons sorti le 8 août 1983,.

## Titres
Tous les titres ont été écrits par The Chameleons (Mark Burgess, Dave Fielding, John Lever and Reg Smithies).
| 1.    | Don't fall                               | 4:06 |
| 2.    | Here Today                               | 3:50 |
| 3.    | Monkeyland                               | 5:24 |
| 4.    | Second Skin                              | 6:50 |
| 5.    | Up The Down Escalator                    | 3:57 |
| 6.    | Less Than Human                          | 4:12 |
| 7.    | Pleasure And Pain                        | 5:11 |
| 8.    | Thursday's Child                         | 3:22 |
| 9.    | As High As You Can Go                    | 3:35 |
| 10.   | A Personn Isn't Safe Anywhere These Days | 5:43 |
| 11.   | Papers Tigers                            | 4:16 |
| 12.   | View From a Hill                         | 6:41 |
| 57:17 |                                          |      |